# Helene Tursten

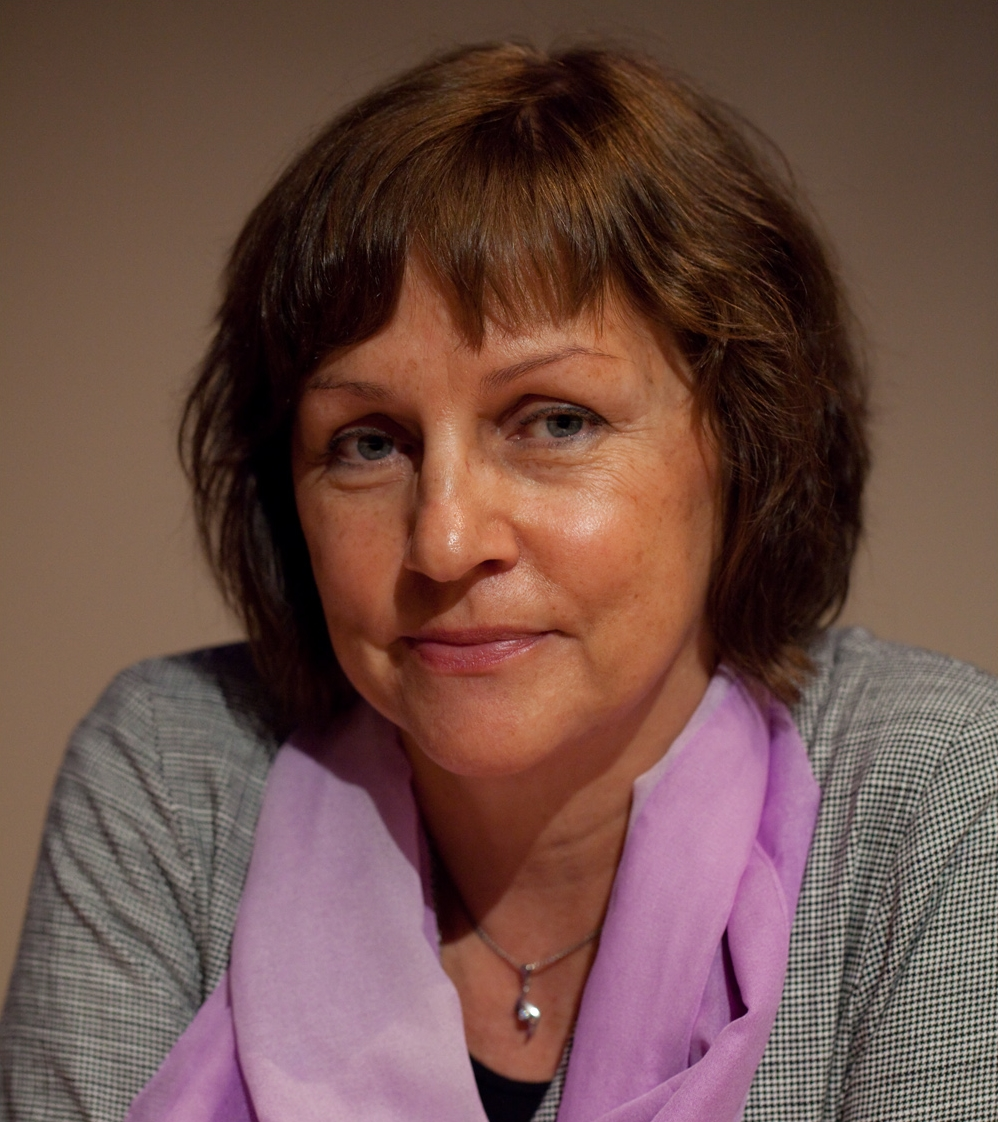
Helene Tursten in 2010

Helene Tursten (Göteborg, 17 februari 1954) is een Zweeds schrijfster van misdaadverhalen. De hoofdpersoon in haar verhalen is detective-inspecteur Irene Huss. Voordat Tursten schrijfster werd, werkte ze als verpleegster en als tandarts, maar door ziekte was ze gedwongen om die baan op te geven. Tijdens haar ziekte hield ze zich bezig met het vertalen van medische artikelen. Haar boeken zijn inmiddels vertaald in het Engels, het Duits en het Noors.

## Boeken

### Irene Hus
- Den krossade tanghästen (1998), Nederlandse vertaling Novemberval (2008), Engelse vertaling Detective Inspector Huss (2003)
- Nattrond (1999), Nederlandse vertaling Nachtronde (2009), Engelse vertaling Night rounds (2012)
- Tatuerad torso (2000), Nederlandse vertaling De getatoeëerde torso (2010), Engelse vertaling The torso (2006)
- Glasdjävulen (2002), Nederlandse vertaling De duivel in het glas (2012), Engelse vertaling The glass devil (2007)
- Guldkalven (2004}, Engelse vertaling The golden calf (2013)
- Eldsdansen (2005), Engelse vertaling The fire dance (2014)
- En man med litet ansikte (2007), Engelse vertaling The beige man (2015)
- Det lömska nätet (2008), Engelse vertaling The treacherous net (2015)
- Den som vakar i mörkret (2010), Engelse vertaling Who watcheth (2016)
- I skydd av skuggorna (2012), Engelse vertaling Protected by the shadows (2017)

### Embla Nyström
- Jaktmark (2014)
- Sandgrav (2016)
- Snödrev (2018)

### Andra Böcker
- Kvinnan i hissen och andra mystiska historier, berättelser (2003)
- Svarta diamanter, en antologi med flera kvinnliga författare (2004)

Bibliography – Biography, Helene Tursten.

## Films
Verscheidene van de boeken over Irene Huss zijn inmiddels verfilmd. Deze films zijn in het Zweeds met ondertiteling, onder andere in het Nederlands. Verschillende films zijn nog in productie; zie voor een lijst hiervan Helen Tursten, Zweedse pagina.